# Emilio Balli

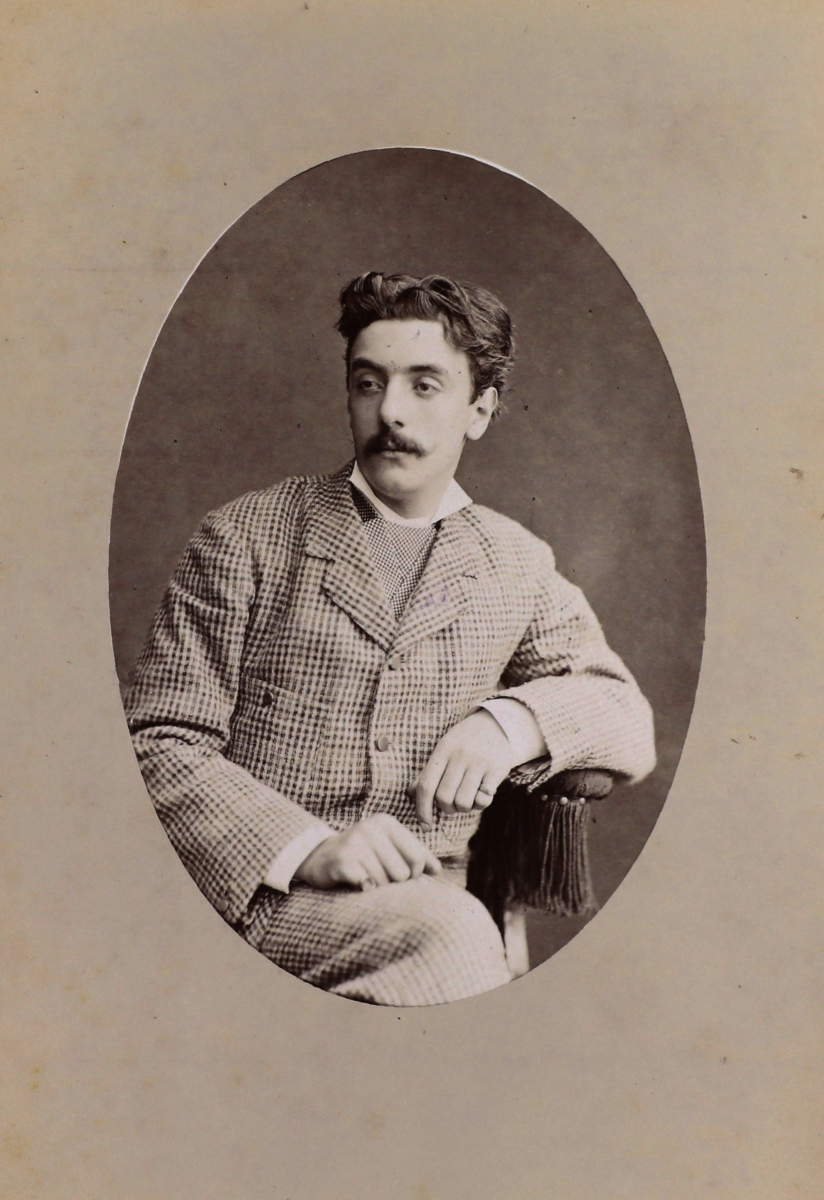
Emilio Balli, Juni 1878

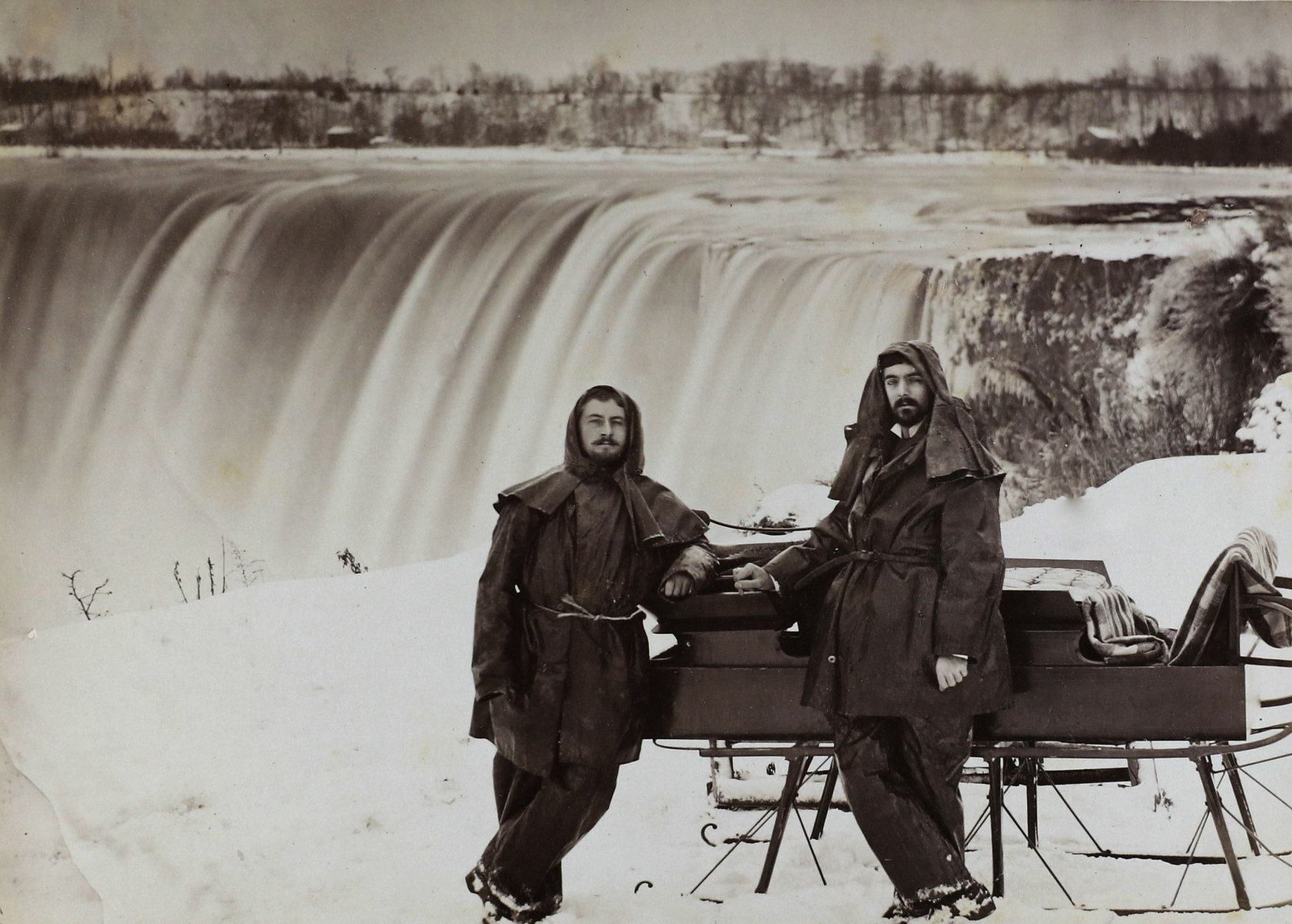
Emilio Balli rechts, Alfred Bertrand links, Niagara, 1879

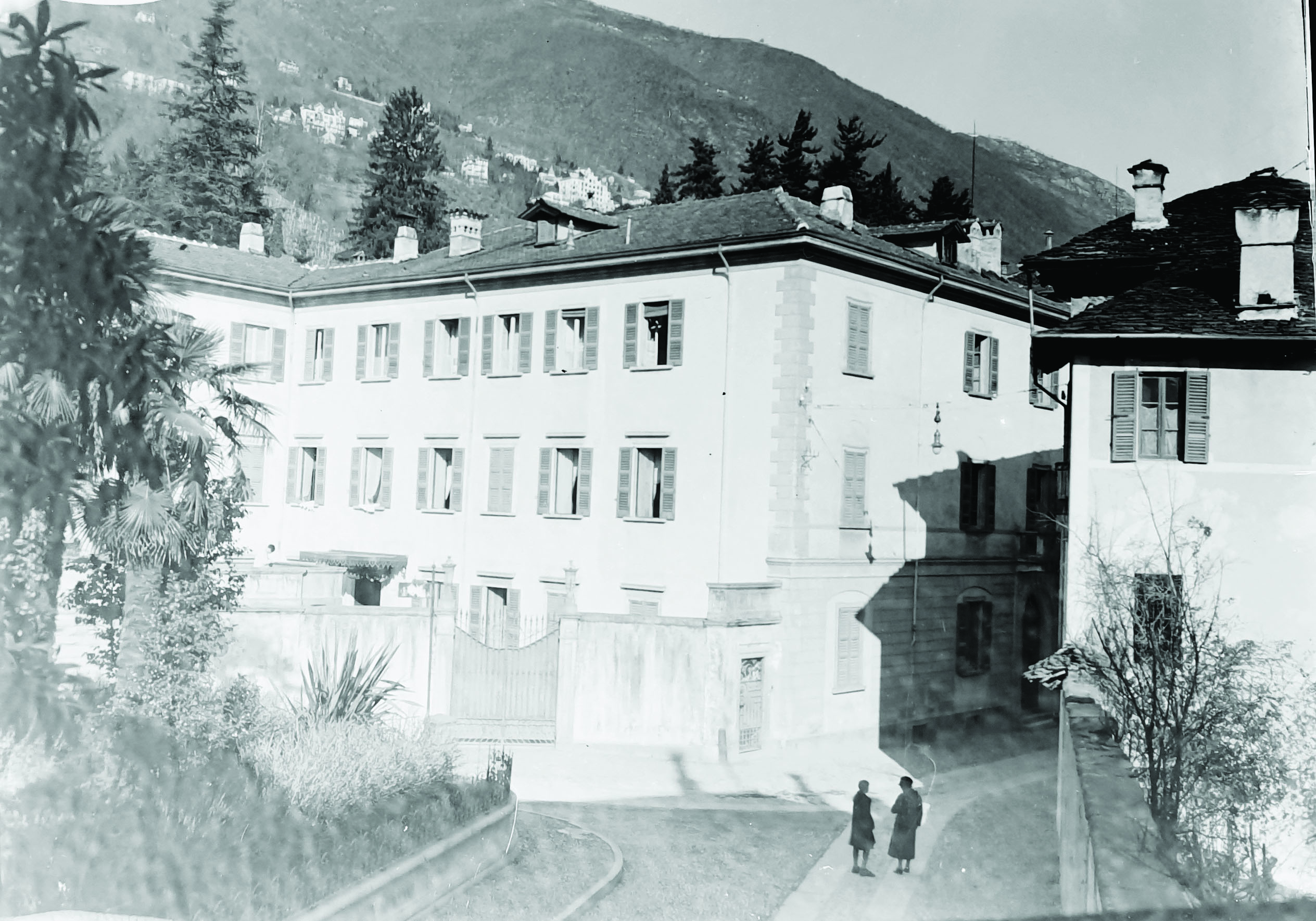
Casa Emilio Balli, Via Borghese 2, Locarno, Ticino, Switzerland, 1920s

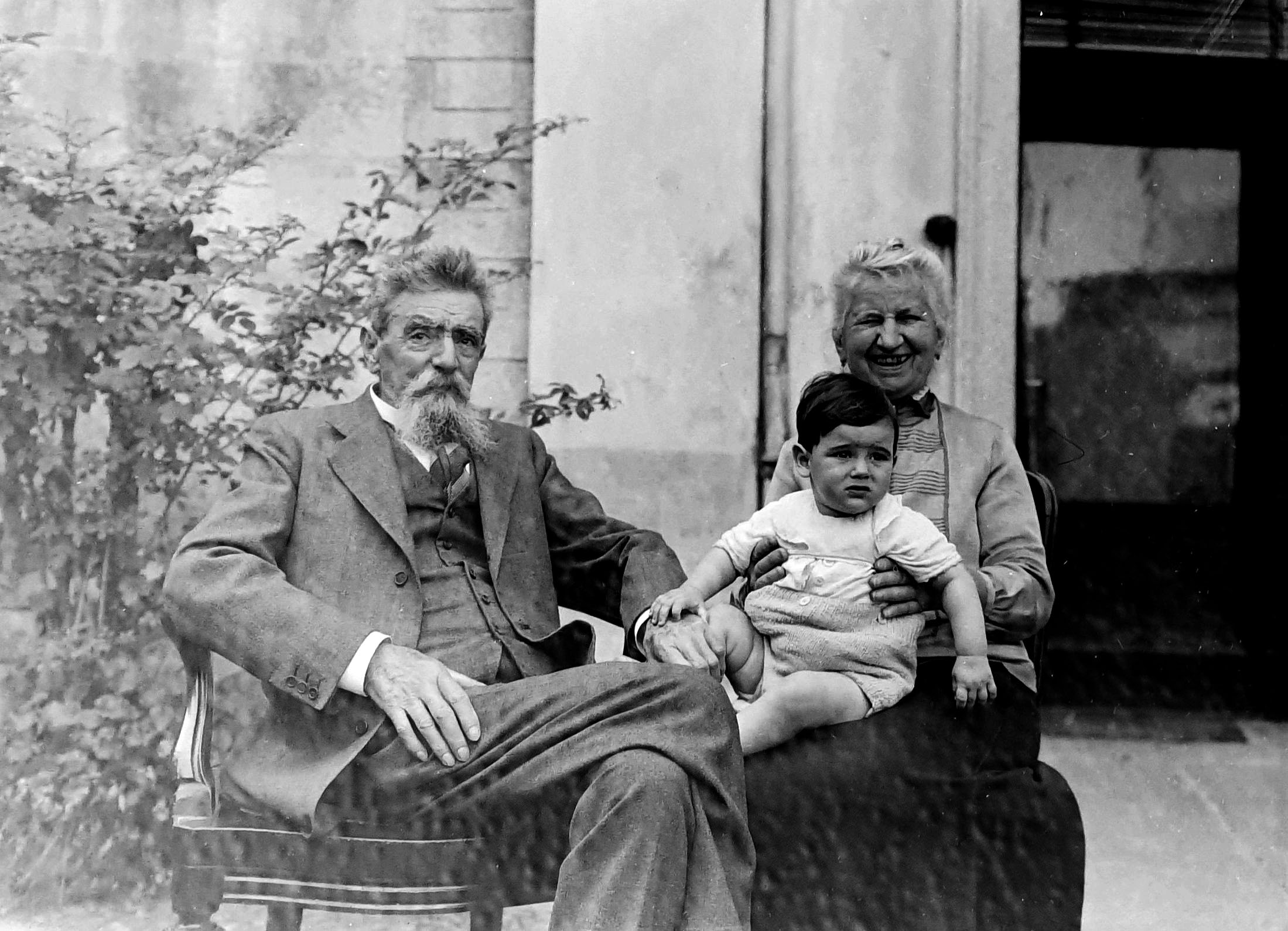
Emilio Balli, Maria Balli, Gian Michele Balli, c. 1933, Casa Balli, Via Borghese 2, Locarno

Emilio Balli (* 27. April 1855 in Locarno; † 29. November 1934 ebenda, heimatberechtigt in Cavergno) war ein Schweizer Naturwissenschaftler, Politiker, Tessiner Grossrat und Direktor des Museo di archeologia e storia naturale in Locarno.

## Biografie
Emilio Balli war Sohn des Valentino Alessandro, Bruder von Francesco und Federico. Er heiratete Maria Balli. Er studierte im Internat der Barnabiten in Monza und an der Katholischen Universität Löwen ohne einen Abschluss zu machen.
Die Weltreise
1878–1879 reiste Emilio Balli in Begleitung des Genfer Alfred Bertrand (1856–1924) auf eigene Faust durch Nordamerika, überquerte den Pazifik, um Japan, China und Indien zu erreichen. Er kehrte nach etwa 14 Monaten durch das Rote Meer und den Suezkanal nach Hause zurück, machte Halt in Alexandria in Ägypten, Neapel und legte schliesslich am 27. September 1879 in Marseille an.
Das "Museo di Archeologia e Storia Naturale"
Ab 1879 widmete sich Balli der Muschelkunde, der Numismatik und der Archäologie und unterstützte die archäologischen Ausgrabungen in Tenero, Cavigliano und Muralto. 1900 gründete er das Museo di archeologia e storia naturale in Locarno und wurde dessen Direktor und Kurator bis zu seinem Tod in 1934. Balli war in dieser Rolle allein gelassen; während 30 Jahre leitete er die Institution auf eine freiwillige Basis. Das Museum beherbergte anfänglich archäologischen Raritäten der Ausgrabungen aus der Region (Emilio Balli hatte ungefähr 1200 Reperte ausgegraben), die Mineralien-, die Muschel- und Herbarium-Sammlung von Emilio Balli (ungefähr 4000 Objekte), das Herbarium des Naturforschers Alberto Franzoni, die Mineralien- und Fossiliensammlung von Luigi Lavizzari, antike Münzen und Medaillen, Gemälde, Dokumente, Waffen usw.
Politik und Vereine
Für die Konservative Partei war Balli Mitglied des Kantonsparlamentes von 1889 bis 1890 und von 1894 bis 1897. Er war Mitglied der kantonalen Konstituante 1891. Er gehörte zu den Gründern der Società cantonale di agricoltura (1885), des Tessiner Alpenclubs (1886) und der Società ticinese di scienze naturali (1903).